# Florent David
Florent David est un joueur français international de rink hockey né le 5 avril 1990, qui joue actuellement au club de Saint Omer et qui a été sélectionné en équipe de France à 18 reprises. Formé à La Roche-sur-Yon, il part étudier à Lille en 2011 et mute alors vers Saint-Omer.

## Palmarès

### En club

#### Avec LV La Roche-sur-Yon
- Vainqueur de la Coupe de France en 2011

#### Avec SCRA Saint-Omer
- Champion de France en  2013
- Deuxième du France en  2012
- Vainqueur  de la Coupe de France en 2012
- Finaliste  de la Coupe de France en 2013

### En équipe de France
- 6e du Championnat du monde 2015 ( La Roche-sur-Yon, France )
- 8e du Championnat du monde 2013 ( Luanda, Angola )
- 4e du Championnat d'Europe 2012 ( Paredes, Portugal )
- 3e du Championnat d'Europe 2010 ( Wuppertal, Allemagne )
- 7e du Championnat du monde juniors 2009 (Bassano, Italie)

## Sélections nationales
- Mondial Jeunesse: 2009
- Championnat d'Europe: 2010, 2012
- Mondial: 2013